# Dasysyrphus orsua
Dasysyrphus orsua är en tvåvingeart som först beskrevs av Walker 1852.  Dasysyrphus orsua ingår i släktet skogsblomflugor, och familjen blomflugor. Inga underarter finns listade i Catalogue of Life.